# Geostationär omloppsbana

Animation av geostationär omloppsbana

Skalenlig skiss av geostationära banor (svart), GPS-satelliter (grön), låga omloppsbanor (cyan) samt internationella rymdstationen (röd)

Den geostationära omloppsbanan är en cirkulär omloppsbana i jordens ekvatorialplan, på ett sådant avstånd att en satellit i denna bana roterar runt jorden i samma riktning och med samma omloppstid som jordens rotationstid. Det finns bara en enda sådan bana, då satelliter på lägre höjd måste snurra snabbare för att inte ramla ner och satelliter på högre höjd måste snurra långsammare för att inte kastas ut i rymden.

## Beskrivning
En satellit som befinner sig inom en geostationär bana kommer alltså att hålla en fast position ovanför en punkt på jordytan, och den används därför av bland annat många satelliter för TV- och radiokommunikation.
Som ett resultat av att en satellit i en sådan omloppsbana håller sig ovanför en fast punkt på jordytan kan en antenn på marken hålla kontakt med satelliten bara genom att hålla en fast riktning mot den. För att uppnå detta måste satelliten kretsa ca 35 790 km direkt ovanför ekvatorn, med små felmarginaler. Avståndet är betydelsefullt, eftersom det producerar en omloppstid exakt lika med jordens rotationstid, stjärndygnet.
Den geostationära banan är ett specialfall av geosynkrona omloppsbanor, vilka har samma omloppstid men inte behöver vara cirkulära eller hålla sig i ekvatorialplanet. Alla geosynkrona banor i ekvatorialplanet måste dock korsa den geostationära banan och därmed riskeras kollision med satelliter där. I praktiken betyder detta att endast den geostationära banan utnyttjas för satelliter. 
För att minska risken för kollisioner i geostationär bana skall geostationära satelliter placeras i en begravningsbana när de tas ur drift. 
Användningen av den geostationära banan för kommunikationssatelliter populariserades först av författaren Arthur C. Clarke år 1945. Som hedersbevis på detta kallas den ibland Clarke-banan.

### GTO
Det är vanligt att raketer placerar satelliter som ska till Geostationär omloppsbana i en geostationär transferbana (Geostationary transfer orbit) (GTO), istället. Satelliten får sen själv göra de sista banförändringarna för att hamna i Geostationär omloppsbana. GTO är en Hohmannbana där Apsis ligger vid Geostationär omloppsbana.
Eftersom raketens sista steg inte behöver stå för de sista banförändringarna, då satelliten placeras i sin slutgiltiga omloppsbana, så kan raketen i praktiken skjuta upp tyngre satelliter till Geostationär omloppsbana.

## Geostationära banans höjd över jordens yta
Cirka 35 790 km direkt ovanför ekvatorn

## Beräkning av den geostationära banans höjd
För att beräkna jordens geostationära banas höjd används formeln (beteckningar enligt nedan):
{\displaystyle r={\sqrt[{3}]{\frac {G\cdot m_{E}}{\omega ^{2}}}}=42164{\mbox{ km }}} (avståndet från jordens centrum).
Subtraheras jordytans ekvatorradie, 6378 km, får man höjden som nämns ovan.

### Härledning
Eftersom satellitens centripetalkraft {\displaystyle F_{c}} balanseras av gravitationskraften {\displaystyle F_{g}} i en cirkulär bana har vi (enligt Newtons gravitationslag):
{\displaystyle {\frac {m_{s}\cdot v^{2}}{r}}=F_{c}=F_{g}={\frac {G\cdot m_{E}\cdot m_{s}}{r^{2}}}} där
{\displaystyle m_{s}} betecknar satellitens massa, {\displaystyle m_{E}} jordens massa, {\displaystyle r} avståndet från jordens masscentrum till satelliten, {\displaystyle v} satellitens banhastighet och {\displaystyle G} gravitationskonstanten. Eftersom omloppsbanans längd är lika med {\displaystyle 2\pi r} har vi att {\displaystyle v={\frac {2\pi r}{T}}}, där {\displaystyle T} är satellitens omloppstid, det vill säga längden på ett sideriskt dygn (satelliten skall ju rotera lika fort som jorden i förhållande till universum). Vi får således:
{\displaystyle {\frac {m_{s}\cdot 4\pi ^{2}r^{2}}{T^{2}\cdot r}}={\frac {G\cdot m_{E}\cdot m_{s}}{r^{2}}}\Leftrightarrow {\frac {4\pi ^{2}r^{3}}{T^{2}}}=G\cdot m_{E}}
och då vinkelhastigheten {\displaystyle \omega ={\frac {2\pi }{T}}} ger detta
{\displaystyle \omega ^{2}\cdot r^{3}=G\cdot m_{E}\Leftrightarrow r^{3}={\frac {G\cdot m_{E}}{\omega ^{2}}}}